# Jukes & Cantor
Jukes & Cantor (JC) ist eine nach den Wissenschaftlern Jukes und Cantor benannte Methode, um Distanzdaten, die aus einem Sequenzalignment stammen, zu korrigieren.
Um einen Stammbaum zu konstruieren, können die rohen Distanzen verwendet werden. Dann würde jedoch vernachlässigt werden, dass es auch Rückmutationen (z. B. A → C → A) gibt. Dies würde bei größeren evolutionären Abständen zu drastischen Fehlern führen, denn die Abstände würden als zu gering betrachtet werden.
Jukes und Cantor schlugen deshalb 1969 ein einfaches Korrektursystem vor, bei dem angenommen wird, dass für jede Base die Wahrscheinlichkeit gleich hoch ist,  während der Evolution ausgetauscht zu werden.
Des Weiteren wird angenommen, dass alle Basen in der Sequenz ungefähr gleich häufig vorkommen.
Die tatsächliche Anzahl an Mutationen wird nach JC nach der Formel berechnet:
{\displaystyle \operatorname {JC} (a_{i},a_{j})=-{\frac {3}{4}}\cdot \ln \left[1-{\frac {4}{3}}\cdot \operatorname {Ham} \left(a_{i},a_{j}\right)\right]}
wobei Ham die unkorrigierte, aber durch die Länge der Sequenz geteilte Hamming-Distanz ist. Das heißt, Ham ist die beobachtete Mutationsrate der Sequenzen.
Jukes & Cantor vereinfacht sehr stark, was für die meisten Aufgaben nicht mehr akzeptabel ist. JC lässt sich jedoch bei nahe verwandten Sequenzen noch anwenden, wenn davon auszugehen ist, dass es pro Base nur eine Mutation gegeben hat.